# 東寧廳
東寧廳，清朝末期设置的廳，属于吉林省。
宣统元年（1909年），分绥芬厅东部三岔口之地设分防同知，治三岔口（今黑龙江省东宁县三岔口朝鲜族镇），属于绥芬府。因为在宁古塔之东，所以称东宁厅，后来改属东南路道。宣统二年（1910年），改为抚民同知。中华民国二年（1913年）废東寧廳，改置东宁县。